# Municipio de Haskell (Arkansas)
El municipio de Haskell (en inglés: Haskell Township) es un municipio ubicado en el condado de Saline en el estado estadounidense de Arkansas. En el año 2010 tenía una población de 4935 habitantes y una densidad poblacional de 85,46 personas por km².

## Geografía
El municipio de Haskell se encuentra ubicado en las coordenadas 34°30′9″N 92°36′58″O / 34.50250, -92.61611. Según la Oficina del Censo de los Estados Unidos, el municipio tiene una superficie total de 57.75 km², de la cual 57.64 km² corresponden a tierra firme y (0.18%) 0.11 km² es agua.

## Demografía
Según el censo de 2010, había 4935 personas residiendo en el municipio de Haskell. La densidad de población era de 85,46 hab./km². De los 4935 habitantes, el municipio de Haskell estaba compuesto por el 91.1% blancos, el 5.37% eran afroamericanos, el 0.81% eran amerindios, el 0.32% eran asiáticos, el 0.08% eran isleños del Pacífico, el 0.93% eran de otras razas y el 1.38% pertenecían a dos o más razas. Del total de la población el 2.63% eran hispanos o latinos de cualquier raza.